# Општина Зиманду Ноу
Зиманду Ноу (рум. Zimandu Nou) општина је у Румунији у округу Арад.
Oпштина се налази на надморској висини од 107 m.

## Историја
Насеље су након Мађарске буне 1848-1849. године основали 1850. године кметови (њих 1032) српског племића Петра Чарнојевића. Дошли су са имања Чарнојевић-Ујфалу, а били су познати узгајивачи дувана.